# Iang-Tsé
El Iang-Tsé (en català també escrit Iangtsé, Iang-tsé, Iang-Tse o Yangzi) és la denominació tradicional d'un riu de l'Àsia oriental que neix al Tibet i desemboca a Xangai (Xina). En xinès simplificat s'escriu 扬子江, transliterat en pinyin com a Yángzǐ Jiāng.
Actualment és conegut també com a Chang Jiang (en xinès simplificat 长江, en pinyin Cháng Jiāng,  escolteu (?·pàg.), que vol dir el Gran Riu. En tibetà és anomenat Drichu (འབྲི་ཆུ་), o Riu del iac femella. Altres noms que rep al llarg del seu recorregut són els següents: Dangqu (当曲), Tuotuo (沱沱河), Tongtian (通天河), Jinsha (金沙江) i, finalment, Yangzi (扬子江), que és com se'n diu del tram final entre Yangzhou i Zhenjiang a la província de Jiangsu, prop de la desembocadura.
Com que aquest fou el primer nom que van sentir els missioners i comerciants occidentals, fou el que es va aplicar al riu sencer en les llengües europees. En xinès, Yangzi Jiang es considera el nom històric o poètic del riu. A França i Itàlia es denomina Riu Blau, probablement aquest nom se'l van inventar a França per diferenciar-lo de l'altre gran riu de la Xina, el riu Groc (en xinès: 黄河; pinyin: Huáng Hé).
És el riu més llarg d'Àsia (6.300 km) i el tercer del món després de l'Amazones i del Nil i el segon de més cabal després de l'Amazones. Neix a l'altiplà del Tibet, creua la Xina d'oest a est completament i desemboca en un gran delta al mar de la Xina Oriental, al nord de la ciutat de Xangai. La conca cobreix un 18% de la superfície d'aquest extens país.
El Iang-Tsé té més de 700 afluents; els principals són els rius Yalong, Min, Jialing, Tuo He, Han i Fushui.

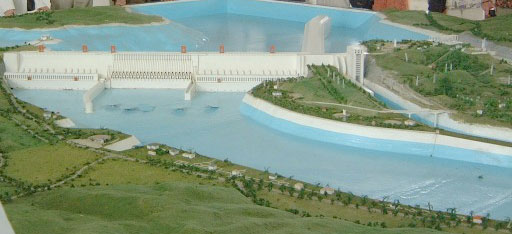
Maqueta de la presa de les Tres Gorges.

És navegable en milers de quilòmetres. Permet per exemple que la ciutat més gran de la Xina, Chongqing, que és a més de 1.000 km terra endins, hi tingui un port. Té una gran importància econòmica, com a via de comunicació, com a font de recursos naturals (pesca, mineria) i com a font d'aigua potable per als regadius i la població.
Actualment s'hi està construint la presa de les Tres Gorges, una de les obres d'enginyeria més grans que s'han fet mai, i la presa hidroelèctrica més gran del món, que està tenint un gran impacte econòmic, social, ecològic i polític.

## Geografia
El riu Iang-Tsé es forma per la unió de diverses i importants capçaleres, sent-ne la principal, i la més llunyana, científicament, la que hauria de portar el nom del mateix riu Iang-Tsé. Aquesta és la capçalera occidental, la del riu Jinsha, que a la vegada continua aigües amunt com a riu Tongtian i després com a riu Tuotuo. A partir de la ciutat de Yibin, on s'uneixen els rius Jinsha i el riu Min —la capçalera septentrional del Iang-Tsé—, el riu adopta ja definitivament el nom d'Iang-Tsé. A la vegada, al mateix Iang-Tsé, se l'ha dividit tradicionalment en tres trams: el curs superior, que es considera la secció que va des de Yibin a la ciutat de Yichang; el curs mitjà, el que es correspon a la secció entre Yichang i el comtat de Hukou, on el riu es troba amb el llac Poyang; i el curs inferior, el tram que va des de Hukou a Xangai, la desembocadura al mar.

## Característiques

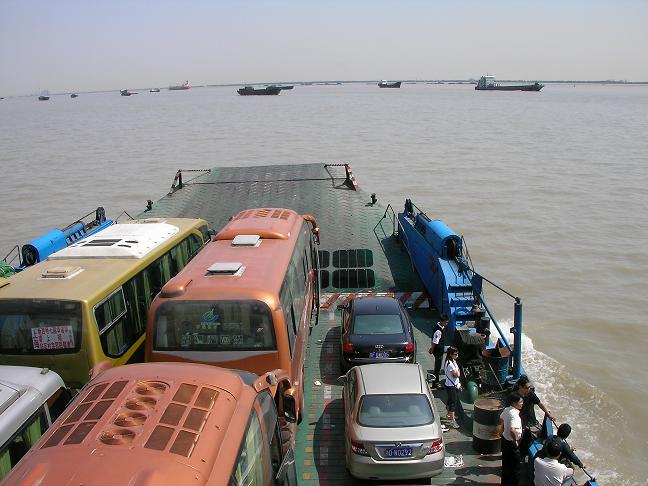
Ferry en direcció al sud, a prop de Nantong.

El Iang-Tsé desemboca al mar de la Xina Oriental i va ser navegable per vaixells oceànics fins a mil milles de la seva desembocadura, fins i tot abans que la presa de les Tres Gorges fos construïda. Des del juny de 2003, aquest embassament afecta el riu, inundant Fengjie, el primer d'una sèrie de pobles afectats pel control de les inundacions massives i el projecte de generació d'energia. Aquest és el projecte de reg més gran del món i té un impacte significatiu en l'agricultura xinesa. Els seus defensors argumenten que alliberarà d'inundacions les persones que viuen al llarg del riu, que en repetides ocasions les van patir en el passat i els oferirà electricitat i transport d'aigua, encara que a costa de les inundacions de forma permanent de moltes ciutats existents (incloent nombroses relíquies culturals antigues) i causant grans canvis a l'ecologia local.
Els opositors a la presa afirmen que hi ha tres tipus diferents d'inundacions al riu Iang-Tsé: inundacions que s'originen a les parts altes, inundacions que s'originen a les parts baixes i inundacions al llarg de tota la longitud del riu. Ells argumenten que la presa de les Tres Gorges en realitat farà que les inundacions a la part superior siguin pitjors i que tinguin poc o cap impacte en les inundacions que s'originen en les parts baixes. Hi ha registrades marques d'aigua de fins a mil dos-cents anys en inscripcions i escultures a Baiheliang, ara submergida.
El Iang-Tsé està flanquejat per cinturons de maquinària industrial del sector de la metal·lúrgica, l'energia, la química, els automòbils, els materials de construcció i també de zones de desenvolupament d'alta tecnologia. Està exercint un paper cada vegada més crucial en el creixement econòmic de la vall del riu i ha esdevingut una baula vital per al transport marítim internacional de les províncies de l'interior. El riu és una artèria important del transport per a la Xina, que connecta l'interior amb la costa.
El riu és una de les vies navegables més concorregudes del món. El trànsit inclou el tràfic comercial de transport de mercaderies a granel com el carbó, així com els productes manufacturats i els passatgers. El transport de càrrega va arribar a les 795.000.000 de tones el 2005. Creuers fluvials de diversos dies, especialment a través de la bella i pintoresca zona de les Tres Gorges, s'estan tornant populars com a part de la creixent del turisme a la Xina.
Les inundacions al llarg del riu han estat un problema important. La temporada de pluges a la Xina va des del mes de maig al mes de juny a les zones al sud del riu Iang-Tsé, i entre els mesos de juliol i agost a les àrees al nord del curs fluvial. El sistema del riu és enorme i rep aigua d'ambdós flancs, sud i nord, cosa que provoca que la seva temporada d'inundacions es pugui estendre des del maig fins a l'agost. I a la vegada, l'alta densitat de població i el gran nombre de ciutats al llarg del riu fan que les inundacions esdevinguin més mortals i costoses. La inundació greu més recent van ser la inundació del Iang-Tsé el 1998, però la més desastrosa de totes va ser la inundació del 1954, que va provocar la mort d'unes 30.000 persones. Altres greus inundacions van ser les del 1911, que va matar unes 100.000 persones, la del 1931 (145.000 morts) i la del 1935 (142.000 morts).

### Hidrometria
El cabal del Iang-Tsé ha estat observat durant 64 anys (1923-86) a Datong, una localitat situada 511 km aigües amunt de la desembocadura al mar de la Xina Oriental.
A Datong el cabal anual mitjà observat en aquest període ha estat de 28.811 m³/s, per a una superfície drenada d'1.712.673 km², si fa no fa el 95% del total de la conca del riu i gairebé no varia respecte al cabal final a la desembocadura.
El Iang-Tsé és un curs d'aigua molt cabalós, bastant regular i amb un període de crescudes que se situen de maig a octubre. El cabal màxim mensual registrat a Datong durant aquest període fou de 84.200 m³/s, mentre que el menor fou de 1.110 m³/s.
Cabals mitjans del Iang-Tsé (en m³/s) mesurats a l'estació hidromètrica de Datong
(Dades calculades en el període de 1923-86, 64 anys)

### Contaminació de l'aigua
El Iang-Tsé actualment es troba molt pol·luït, especialment a Hubei (districte Shashi).
El maig de 2006 diversos experts xinesos van emetre informes alarmants sobre l'estat de la contaminació de l'aigua del riu, segons els quals el subministrament d'aigua potable a l'aglomeració de Xangai podria arribar a ser problemàtic si no s'hi posa remei.
Segons Lu Jianjian, professor d'una universitat a la Xina, el 40% dels residus del país van a parar al riu, uns 25 mil milions de tones l'any. Un terç de la contaminació provindria dels fertilitzants i productes químics, plaguicides i residus agrícoles; la resta vindria de les ciutats, del sector industrial i dels vaixells que naveguen pel riu. A més, aquestes aigües es consideren les més tèrboles del planeta, amb un transport de sediments que s'estima en 680 milions de tones l'any.

### Fauna aquàtica
Un altre greu problema fa referència al nombre d'espècies d'animals que viuen a les ribes del riu, ja que el seu nombre passà de les 126 a mitjan anys vuitanta a tan sols 52 el 2002. El Iang-Tsé és la llar de com a mínim dues espècies en perill d'extinció: l'aligàtor xinès i el peix espàtula del Iang-Tsé. La marsopa sense aleta també viu al riu.
Entre la fauna aquàtica del riu destacava fins fa ben poc el dofí de riu xinès (Lipotes vexillifer), però el desembre de 2006 una extensa recerca pel riu no revelà cap signe dels dofins i fou declarat funcionalment extint. Amb tot, un exemplar fou vist poc després.

## Història
Els ports del Iang-Tsé són importants per l'origen cultural del sud de la Xina. L'activitat humana a l'àrea de les Tres Gorges es remunta 27 mil anys enrere, en l'origen del poble xinès. En el període de Primaveres i Tardors, Ba i Estat de Shu es trobaven al llarg de la part occidental del riu, que actualment abasta Sichuan, Chongqing i Hubei occidental. L'Estat de Chu es trobava al llarg de la part central del riu, corresponent a Hubei, Hunan, Jiangxi, i al sud d'Anhui. Wu i Yue es trobaven al llarg de la part oriental del riu, ara Jiangsu, Zhejiang, i Xangai. Tot i que la zona del riu Groc era més rica i més desenvolupada en aquell moment, el clima més suau i més pacífic entorn feien la zona del riu Iang-Tsé més apta per l'agricultura.
A partir de la dinastia Han, la regió del riu Iang-Tsé va esdevenir cada cop més important en l'economia de la Xina. L'establiment de sistemes de reg (el més famós és el de Dujiangyan, al nord-oest de Chengdu, construït durant el Període dels Regnes Combatents) va fer l'agricultura molt estable i productiva. A començaments de la dinastia Qing, la regió anomenada Jiangnan (que inclou la part sud de Jiangsu, la part nord de Zhejiang, i la part sud-est de l'Anhui), produïa entre la meitat i un terç dels ingressos de la nació.
Històricament, el Iang-Tsé va esdevenir la frontera política entre el nord de la Xina i sud de la Xina en diverses ocasions (vegeu història de la Xina) a causa de la dificultat de travessar el riu. Moltes batalles van tenir lloc al llarg del riu, la més famosa és la batalla dels Penya-segats Rojos a 208 dC, durant el període dels Tres Regnes.
Políticament, Nanquín va ser la capital de la Xina en diverses ocasions, encara que la major part del temps el seu territori només comprèn la part sud-est de la Xina, com el Regne de Wu en el període dels Tres Regnes, la dinastia Jin, i països més petits en els períodes de les Dinasties del Nord i del Sud i de les Cinc Dinasties. Només la dinastia Ming ocupà la major part de la Xina i la seva capital a Nanquín, encara que més tard es va traslladar la capital a Pequín. La capital de la República de la Xina estigué a Nanquín en els períodes 1911-1912, 1927-1937 i 1945-1949.

## Ponts

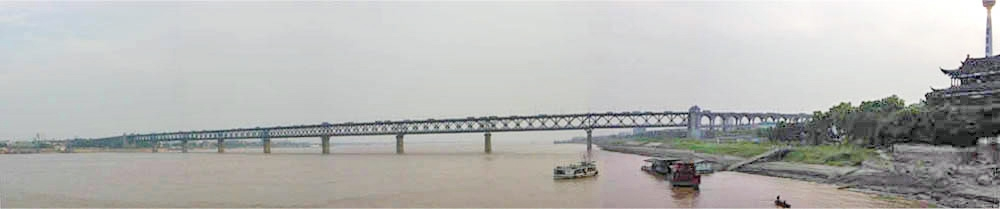
El Primer pont a Wuhan.

Els principals punts on es pot travessar el riu, ordenats per província des de la desembocadura cap al naixement són:
Xangai:
- Túnel Xangai - Iang-Tsé (túnel amb carretera i metro; previsió: 2010)

Jiangsu i Xangai:
- Pont de Chongqi (pont amb carretera; previsió: 2010)

Jiangsu:
- Pont de Nanjing-Iang-Tsé (pont amb carretera/tren; obert el 1968)
- Pont de Runyang Bridge (pont amb carretera; obert el 2005)
- Pont en suspensió de Jiangyin (pont amb carretera; obert el 1999)
- Pont de Sutong (pont amb carretera; obert el 2008)

Anhui:
- Pont d'Anqing[8] (pont amb carretera; obert el 2005)
- Pont de Tongling[9] (pont amb carretera; obert el 1995)
- Pont de Wuhu (pont amb carretera/tren; obert el 2000)

Jiangxi:
- Pont de Jiujiang (pont amb carretera/tren; obert el 1992)

Hubei:
- Pont de Zhicheng[10] (pont amb carretera/tren; obert el 1971)
- Pont de Jingzhou[11] (pont amb carretera; obert el 2002)
- Pont de Wuhan Junshan (pont amb carretera; obert el 2003)
- Pont de Wuhan Baishazhou (pont amb carretera; obert el 2000)
- Pont de Wuhan (pont amb carretera/tren; obert el 1957)
- Túnel de Wuhan Qingdao (pont amb carretera; previsió: finals 2008)
- Pont de Wuhan (segon) (pont amb carretera/tren; previst: 2009)
- Pont de Wuhan Yangluo[12] (pont amb carretera; obert el 2008)
- Pont de Huangshi Yangtze River Bridge[13] (pont amb carretera; obert el 1996)

Chongqing
- Pont de Chaotianmen (pont amb carretera; obert el 2009)

Sichuan
- Pont de Jiang'an (pont amb carretera; obert el 2008)

## Preses
El 2007, hi havia dues preses al riu Iang-Tsé: la Presa de les Tres Gorges i la Presa de Gezhouba. Una tercera, la presa de Xiluodu Dam es troba en construcció. Més preses es troben en una fase de planificació, com les de Wudongde, Baihetan, i Xiangjiaba.

## Ciutats destacades

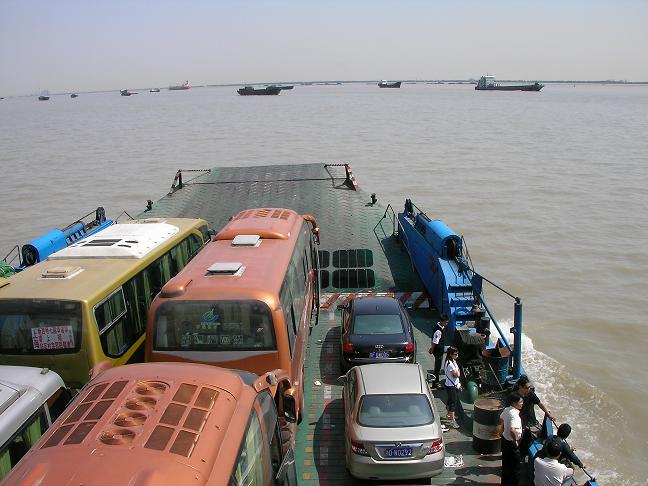
Ferri en direcció sud cap a Nantong.

La conca del riu Iang-Tsé creua aquestes grans ciutats:
- Chengdu
- Panzhihua
- Yibin
- Luzhou
- Chongqing
- Yichang
- Jingzhou
- Shashi
- Shishou
- Yueyang
- Xianning
- Wuhan
- Ezhou
- Huangshi
- Huanggang
- Chaohu
- Chizhou
- Jiujiang
- Anqing
- Tongling
- Wuhu
- Hefei
- Chuzhou
- Maanshan
- Taizhou
- Yangzhou
- Zhenjiang
- Nanjing
- Jiangyin
- Nantong
- Xangai
- Fengdu

## Àrees protegides
- Reserva Natural Nacional de Sanjiangyuan (fons dels "Tres Rius") a Qinghai
- Tres rius paral·lels de Yunnan

## Xarxa hidrogràfica
El riu Iang-Tsé compta amb més de 700 afluents d'importància. Els principals afluents (enumerats de la font fins a la desembocadura), amb els punts on s'uneixen al Iang-Tsé, es recullen en la taula següent:
|               |        |        |                                          |                                          |                                          |                                          |                                          |                                          |               |               |             |              |                     |                      |
|               | Branca | Branca | Nom de l'afluent                         | Nom de l'afluent                         | Nom de l'afluent                         | Nom de l'afluent                         | Nom de l'afluent                         | Nom de l'afluent                         | Xinès         | Longitud (km) | Conca (km²) | Cabal (m³/s) | Desembocadura       | Províncies que creua |
| Capçaleres    | -      | D      | Sistema Jinsha-Tongtian-Tuotuo           | Sistema Jinsha-Tongtian-Tuotuo           | Sistema Jinsha-Tongtian-Tuotuo           | Sistema Jinsha-Tongtian-Tuotuo           | Sistema Jinsha-Tongtian-Tuotuo           | Sistema Jinsha-Tongtian-Tuotuo           |               |               | 340.000     |              | Riu Iang-Tsé        |                      |
| Capçaleres    | -      | -      | Riu Jinsha (Chang Jiang)                 | Riu Jinsha (Chang Jiang)                 | Riu Jinsha (Chang Jiang)                 | Riu Jinsha (Chang Jiang)                 | Riu Jinsha (Chang Jiang)                 | Riu Jinsha (Chang Jiang)                 | 长江 - 金沙江 | 2.308         | 340.000     | 31.900       | Riu Iang-Tsé        |                      |
| Capçaleres    | -      | -      | -                                        | Riu Guan (Guan He o Yokoe)               | Riu Guan (Guan He o Yokoe)               | Riu Guan (Guan He o Yokoe)               | Riu Guan (Guan He o Yokoe)               | Riu Guan (Guan He o Yokoe)               |               | 305           | 14.780      |              | Riu Jisha           |                      |
| Capçaleres    | -      | -      | -                                        | Riu Niulan (o Kraal)                     | Riu Niulan (o Kraal)                     | Riu Niulan (o Kraal)                     | Riu Niulan (o Kraal)                     | Riu Niulan (o Kraal)                     |               | 461           | 13.787      |              | Riu Jisha           |                      |
| Capçaleres    | -      | -      | -                                        | Riu Pudu                                 | Riu Pudu                                 | Riu Pudu                                 | Riu Pudu                                 | Riu Pudu                                 |               | 294           |             |              | Riu Jisha           |                      |
| Capçaleres    | -      | -      | -                                        | Riu Yalong                               | Riu Yalong                               | Riu Yalong                               | Riu Yalong                               | Riu Yalong                               | 雅砻江        | 1.323         | 128.444     |              | Riu Jisha           | Yunnan               |
| Capçaleres    | -      | -      | -                                        | -                                        | Riu Xianshui                             | Riu Xianshui                             | Riu Xianshui                             | Riu Xianshui                             |               | 680           |             |              | Riu Yalong          |                      |
| Capçaleres    | -      | -      | -                                        | -                                        | Riu Anning                               | Riu Anning                               | Riu Anning                               | Riu Anning                               | 安寧河        | 320           |             |              | Riu Yalong          |                      |
| Capçaleres    | -      | -      | -                                        | Riu Tongtian                             | Riu Tongtian                             | Riu Tongtian                             | Riu Tongtian                             | Riu Tongtian                             | 通天河        | 813           |             |              | Riu Jisha           |                      |
| Capçaleres    | -      | -      | -                                        | -                                        | Riu Qumar (o Qu Mar)                     | Riu Qumar (o Qu Mar)                     | Riu Qumar (o Qu Mar)                     | Riu Qumar (o Qu Mar)                     | 玛尔          | 527           |             |              | Riu Tongtian        |                      |
| Capçaleres    | -      | -      | -                                        | -                                        | Riu Tuotuo                               | Riu Tuotuo                               | Riu Tuotuo                               | Riu Tuotuo                               | 沱沱河        | 375           |             |              | Riu Tongtian        |                      |
| Capçaleres    | -      | -      | -                                        | -                                        | Riu Danqu                                | Riu Danqu                                | Riu Danqu                                | Riu Danqu                                | 当 曲         | 352           | 30.220      |              | Riu Tongtian        |                      |
| Capçaleres    | E      | -      | Riu Min                                  | Riu Min                                  | Riu Min                                  | Riu Min                                  | Riu Min                                  | Riu Min                                  | 岷江          | 735           | 140.000     |              | Riu Jisha           | Sichuan              |
| Capçaleres    | -      | -      | -                                        | Riu Dadu                                 | Riu Dadu                                 | Riu Dadu                                 | Riu Dadu                                 | Riu Dadu                                 | 大渡河        | 1.155         | 92.000      |              | Riu Min             |                      |
| Capçaleres    | -      | -      | -                                        | -                                        | Riu Qingyi                               | Riu Qingyi                               | Riu Qingyi                               | Riu Qingyi                               |               | 284           | 12.897      |              | Riu Dadu            |                      |
| Curs superior | -      | D      | Riu Nanguang                             | Riu Nanguang                             | Riu Nanguang                             | Riu Nanguang                             | Riu Nanguang                             | Riu Nanguang                             |               |               |             |              | Riu Iang-Tsé        |                      |
| Curs superior | -      | D      | Riu Changning                            | Riu Changning                            | Riu Changning                            | Riu Changning                            | Riu Changning                            | Riu Changning                            |               |               |             |              | Riu Iang-Tsé        |                      |
| Curs superior | -      | D      | Riu Yongning                             | Riu Yongning                             | Riu Yongning                             | Riu Yongning                             | Riu Yongning                             | Riu Yongning                             |               |               |             |              | Riu Iang-Tsé        |                      |
| Curs superior | E      | -      | Riu Tuo                                  | Riu Tuo                                  | Riu Tuo                                  | Riu Tuo                                  | Riu Tuo                                  | Riu Tuo                                  | 沱江          | 655           | 27 500      |              | Iang-Tsé (a Luzhou) | Sichuan              |
| Curs superior | -      | D      | Riu Chishui                              | Riu Chishui                              | Riu Chishui                              | Riu Chishui                              | Riu Chishui                              | Riu Chishui                              |               |               |             |              | Riu Iang-Tsé        |                      |
| Curs superior | -      | D      | Riu Shangxi                              | Riu Shangxi                              | Riu Shangxi                              | Riu Shangxi                              | Riu Shangxi                              | Riu Shangxi                              |               |               |             |              | Riu Iang-Tsé        |                      |
| Curs superior | -      | D      | Riu Qijiang                              | Riu Qijiang                              | Riu Qijiang                              | Riu Qijiang                              | Riu Qijiang                              | Riu Qijiang                              |               |               |             |              | Riu Iang-Tsé        |                      |
| Curs superior | E      | -      | Riu Jialing                              | Riu Jialing                              | Riu Jialing                              | Riu Jialing                              | Riu Jialing                              | Riu Jialing                              | 嘉陵江        | 1.119         | 230.000     |              | Riu Iang-Tsé        | Chongqing            |
| Curs superior | -      | -      | -                                        | Riu Fu                                   | Riu Fu                                   | Riu Fu                                   | Riu Fu                                   | Riu Fu                                   | 涪江          | 700           | 36.400      | 572          | Riu Jialing         |                      |
| Curs superior | -      | -      | -                                        | Riu Qu                                   | Riu Qu                                   | Riu Qu                                   | Riu Qu                                   | Riu Qu                                   | 渠江          | 720           | 39.200      | 663          | Riu Jialing         |                      |
| Curs superior | -      | -      | -                                        | Riu Bailong                              | Riu Bailong                              | Riu Bailong                              | Riu Bailong                              | Riu Bailong                              | 白龙江        |               |             |              | Riu Jialing         |                      |
| Curs superior | -      | -      | -                                        | Riu Baishui                              | Riu Baishui                              | Riu Baishui                              | Riu Baishui                              | Riu Baishui                              | 白水          |               |             |              | Riu Jialing         |                      |
| Curs superior | -      | D      | Riu Wu (junt amb el Sancha i el Yachi)   | Riu Wu (junt amb el Sancha i el Yachi)   | Riu Wu (junt amb el Sancha i el Yachi)   | Riu Wu (junt amb el Sancha i el Yachi)   | Riu Wu (junt amb el Sancha i el Yachi)   | Riu Wu (junt amb el Sancha i el Yachi)   | 乌江          | 1.150         | 80.300      |              | Riu Iang-Tsé        | Guizhou i Chongqing  |
| Curs superior | E      | -      | Riu Pengxi                               | Riu Pengxi                               | Riu Pengxi                               | Riu Pengxi                               | Riu Pengxi                               | Riu Pengxi                               |               |               |             |              | Riu Iang-Tsé        |                      |
| Curs superior | E      | -      | Riu Tangxi                               | Riu Tangxi                               | Riu Tangxi                               | Riu Tangxi                               | Riu Tangxi                               | Riu Tangxi                               |               |               |             |              | Riu Iang-Tsé        |                      |
| Curs superior | E      | -      | Riu Meixi                                | Riu Meixi                                | Riu Meixi                                | Riu Meixi                                | Riu Meixi                                | Riu Meixi                                |               |               |             |              | Riu Iang-Tsé        |                      |
| Curs superior | E      | -      | Riu Shennongxi                           | Riu Shennongxi                           | Riu Shennongxi                           | Riu Shennongxi                           | Riu Shennongxi                           | Riu Shennongxi                           |               |               |             |              | Riu Iang-Tsé        |                      |
| Curs superior | E      | -      | Riu Longmen Xia                          | Riu Longmen Xia                          | Riu Longmen Xia                          | Riu Longmen Xia                          | Riu Longmen Xia                          | Riu Longmen Xia                          |               |               |             |              | Riu Iang-Tsé        |                      |
| Curs superior | E      | -      | Riu Meixi                                | Riu Meixi                                | Riu Meixi                                | Riu Meixi                                | Riu Meixi                                | Riu Meixi                                |               |               |             |              | Riu Iang-Tsé        |                      |
| Curs superior | E      | -      | Riu Shennongxi                           | Riu Shennongxi                           | Riu Shennongxi                           | Riu Shennongxi                           | Riu Shennongxi                           | Riu Shennongxi                           |               |               |             |              | Riu Iang-Tsé        | Hubei                |
| Curs superior | E      | -      | Riu Huangbo (o Huangbai)                 | Riu Huangbo (o Huangbai)                 | Riu Huangbo (o Huangbai)                 | Riu Huangbo (o Huangbai)                 | Riu Huangbo (o Huangbai)                 | Riu Huangbo (o Huangbai)                 |               |               |             |              | Riu Iang-Tsé        |                      |
| Curs superior | E      | -      | Riu Qingjiang                            | Riu Qingjiang                            | Riu Qingjiang                            | Riu Qingjiang                            | Riu Qingjiang                            | Riu Qingjiang                            | 沱江          | 423           |             |              | Riu Iang-Tsé        |                      |
| Curs mitjà    | -      | D      | Llac Dongting                            | Llac Dongting                            | Llac Dongting                            | Llac Dongting                            | Llac Dongting                            | Llac Dongting                            |               |               |             |              | Riu Iang-Tsé        |                      |
| Curs mitjà    | -      | -      | -                                        | Riu Li (o Lishui)                        | Riu Li (o Lishui)                        | Riu Li (o Lishui)                        | Riu Li (o Lishui)                        | Riu Li (o Lishui)                        | 澧水          | 388           | 18.500      |              | Llac Dongting       | Hunan                |
| Curs mitjà    | -      | -      | -                                        | Riu Yuan (o Yuanjiang)                   | Riu Yuan (o Yuanjiang)                   | Riu Yuan (o Yuanjiang)                   | Riu Yuan (o Yuanjiang)                   | Riu Yuan (o Yuanjiang)                   | 沅江          | 1.033         | 89 163      |              | Llac Dongting       |                      |
| Curs mitjà    | -      | -      | -                                        | -                                        | Riu You (o Youshui)                      | Riu You (o Youshui)                      | Riu You (o Youshui)                      | Riu You (o Youshui)                      | 酉水          | 477           | 18.350      |              | Riu Yuan            |                      |
| Curs mitjà    | -      | -      | -                                        | -                                        | Riu Wu                                   | Riu Wu                                   | Riu Wu                                   | Riu Wu                                   | 巫水          | 168           |             |              | Riu Yuan            |                      |
| Curs mitjà    | -      | -      | -                                        | Riu Zi (Zijiang)                         | Riu Zi (Zijiang)                         | Riu Zi (Zijiang)                         | Riu Zi (Zijiang)                         | Riu Zi (Zijiang)                         | 资江          | 653           | 28.100      |              | Llac Dongting       |                      |
| Curs mitjà    | -      | -      | -                                        | Riu Miluo                                | Riu Miluo                                | Riu Miluo                                | Riu Miluo                                | Riu Miluo                                | 汨罗江        | 400           |             |              | Llac Dongting       |                      |
| Curs mitjà    | -      | -      | -                                        | Riu Xiang                                | Riu Xiang                                | Riu Xiang                                | Riu Xiang                                | Riu Xiang                                | 湘江          | 856           | 96.400      |              | Llac Dongting       | Guangxi i Hunan      |
| Curs mitjà    | -      | -      | -                                        | -                                        | Riu Xiao                                 | Riu Xiao                                 | Riu Xiao                                 | Riu Xiao                                 | 瀟水          | 354           | 12.099      |              | Riu Xiang           |                      |
| Curs mitjà    | -      | -      | -                                        | -                                        | Riu Liuyang                              | Riu Liuyang                              | Riu Liuyang                              | Riu Liuyang                              |               | 234           | 4.665       |              | Riu Xiang           |                      |
| Curs mitjà    | -      | -      | -                                        | -                                        | Riu Lian                                 | Riu Lian                                 | Riu Lian                                 | Riu Lian                                 | 涟水          | 232           | 7.150       |              | Riu Xiang           |                      |
| Curs mitjà    | -      | -      | -                                        | -                                        | Riu Mi                                   | Riu Mi                                   | Riu Mi                                   | Riu Mi                                   | 洣水          | 296           | 10.305      |              | Riu Xiang           |                      |
| Curs mitjà    | -      | -      | -                                        | -                                        | Riu Zheng                                | Riu Zheng                                | Riu Zheng                                | Riu Zheng                                | 蒸水          |               |             |              | Riu Xiang           |                      |
| Curs mitjà    | -      | -      | -                                        | -                                        | Riu Lei                                  | Riu Lei                                  | Riu Lei                                  | Riu Lei                                  | 耒水          | 439           | 11.905      |              | Riu Xiang           |                      |
| Curs mitjà    | E      | -      | Riu Dongjing                             | Riu Dongjing                             | Riu Dongjing                             | Riu Dongjing                             | Riu Dongjing                             | Riu Dongjing                             |               |               |             |              | Riu Iang-Tsé        |                      |
| Curs mitjà    | E      | -      | Riu Huangsi                              | Riu Huangsi                              | Riu Huangsi                              | Riu Huangsi                              | Riu Huangsi                              | Riu Huangsi                              |               |               |             |              | Riu Iang-Tsé        |                      |
| Curs mitjà    | E      | -      | Riu Riu Han                              | Riu Riu Han                              | Riu Riu Han                              | Riu Riu Han                              | Riu Riu Han                              | Riu Riu Han                              | 汉江 - 汉水   | 1.532         | 176.000     | 1.200        | Riu Iang-Tsé        | Shaanxi i Hubei      |
| Curs mitjà    | E      | -      | Riu Fushui                               | Riu Fushui                               | Riu Fushui                               | Riu Fushui                               | Riu Fushui                               | Riu Fushui                               | 富水          | 196           |             |              | Riu Iang-Tsé        | Hubei                |
| Curs inferior | -      | D      | Llac Poyang                              | Llac Poyang                              | Llac Poyang                              | Llac Poyang                              | Llac Poyang                              | Llac Poyang                              |               |               |             |              | Riu Iang-Tsé        | Jiangxi              |
| Curs inferior | -      | -      | -                                        | Riu Xiushui                              | Riu Xiushui                              | Riu Xiushui                              | Riu Xiushui                              | Riu Xiushui                              |               | 357           | 14.793      |              | Llac Poyang         |                      |
| Curs inferior | -      | -      | -                                        | Riu Gan (o Ganjiang)                     | Riu Gan (o Ganjiang)                     | Riu Gan (o Ganjiang)                     | Riu Gan (o Ganjiang)                     | Riu Gan (o Ganjiang)                     | 赣江          | 885           | 81.600      |              | Llac Poyang         | Jiangxi              |
| Curs inferior | -      | -      | -                                        | -                                        | Riu Heshui                               | Riu Heshui                               | Riu Heshui                               | Riu Heshui                               |               |               |             |              | Riu Gan             |                      |
| Curs inferior | -      | -      | -                                        | -                                        | Riu Zhang                                | Riu Zhang                                | Riu Zhang                                | Riu Zhang                                | 章江          | 466           |             |              | Riu Gan             |                      |
| Curs inferior | -      | -      | -                                        | -                                        | Riu Gong                                 | Riu Gong                                 | Riu Gong                                 | Riu Gong                                 | 貢水          | 278           | 26.589      |              | Riu Gan             |                      |
| Curs inferior | -      | -      | -                                        | -                                        | -                                        | Riu Meihe                                | Riu Meihe                                | Riu Meihe                                | 梅河          |               |             |              | Riu                 |                      |
| Curs inferior | -      | -      | -                                        | -                                        | -                                        | Riu Riu Xiang                            | Riu Riu Xiang                            | Riu Riu Xiang                            | 湘水          |               |             |              | Riu                 |                      |
| Curs inferior | -      | -      | -                                        | Riu Fuhe                                 | Riu Fuhe                                 | Riu Fuhe                                 | Riu Fuhe                                 | Riu Fuhe                                 |               | 312           | 15.800      | 483          | Llac Poyang         |                      |
| Curs inferior | -      | -      | -                                        | Riu Xinjiang                             | Riu Xinjiang                             | Riu Xinjiang                             | Riu Xinjiang                             | Riu Xinjiang                             |               |               |             |              | Llac Poyang         |                      |
| Curs inferior | -      | -      | -                                        | Riu Raohe                                | Riu Raohe                                | Riu Raohe                                | Riu Raohe                                | Riu Raohe                                |               | 40            | 15.000      |              | Llac Poyang         |                      |
| Curs inferior | -      | -      | -                                        | -                                        | Riu Changjiang                           | Riu Changjiang                           | Riu Changjiang                           | Riu Changjiang                           |               | 267           | 7.036       | 181          | Riu Raohe           |                      |
| Curs inferior | -      | -      | -                                        | -                                        | Riu Le'an                                | Riu Le'an                                | Riu Le'an                                | Riu Le'an                                |               | 279           | 8.456       | 489          | Riu Raohe           |                      |
| Curs inferior | E      | -      | Riu Huai He-Llacs Shaobohu-Gaoyou-Hongze | Riu Huai He-Llacs Shaobohu-Gaoyou-Hongze | Riu Huai He-Llacs Shaobohu-Gaoyou-Hongze | Riu Huai He-Llacs Shaobohu-Gaoyou-Hongze | Riu Huai He-Llacs Shaobohu-Gaoyou-Hongze | Riu Huai He-Llacs Shaobohu-Gaoyou-Hongze |               |               |             |              | Riu Iang-Tsé        |                      |

E - esquerra, D - dreta